# 城崎温泉駅

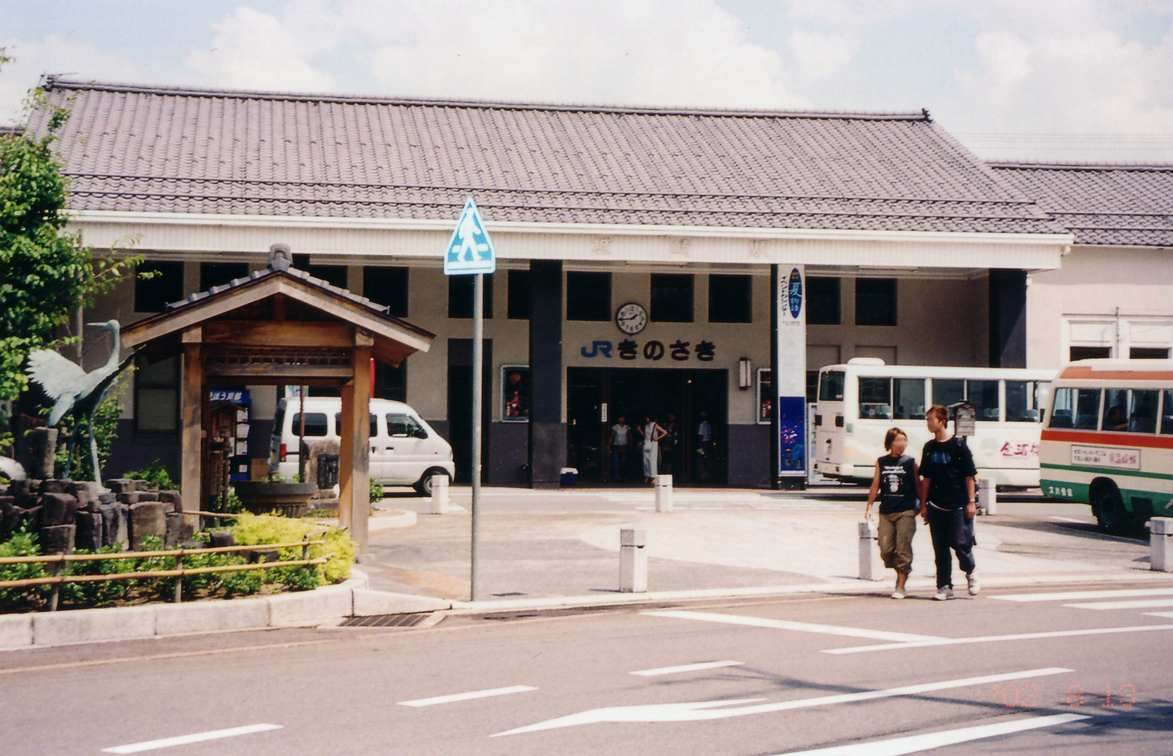
JR城崎駅時代の駅舎
（2003年頃）

城崎温泉駅（きのさきおんせんえき）は、兵庫県豊岡市城崎町今津字稗田にある、西日本旅客鉄道（JR西日本）山陰本線の駅である。

## 概要
北近畿の温泉の名所として、また、冬の蟹料理の本場として、観光地としての賑わいを見せている城崎温泉の最寄り駅である。山陰本線京都口電化区間西側終端となっている。このため、電車特急「きのさき」・「こうのとり」の終着駅となっており、この先は伯耆大山駅まで非電化区間となり気動車 での走行となる。
2000年（平成12年）に第1回近畿の駅百選に選定されている。2005年（平成17年）4月1日に城崎町が隣の豊岡市と合併することに伴い、同年3月1日に「城崎駅」から「城崎温泉駅」へと改称された。その際には、演歌歌手細川たかしが1日駅長を務めた。
夏場は駅員が浴衣姿で勤務をする。

## 歴史
1909年（明治42年）9月5日に帝国鉄道庁により豊岡駅 - 当駅間が開通したことにより、その終着である城崎駅（きのさきえき）として開設された。この区間は後に播但線となる区間の延長として建設されており、同年10月12日の線路名称制定により正式に播但線とされた。1911年（明治44年）10月25日には香住駅まで延伸し、当駅は中間駅となった。1912年（明治45年）3月1日に全通に伴って当駅を含む区間は山陰本線に編入され、当駅もその所属となった。
当地は江戸時代から名高い温泉地であったが、全国的に有名となって本格的に発展が始まるのは鉄道開通によるもので、特に1917年（大正6年）に志賀直哉の発表した「城の崎にて」に代表される数々の文学作品に登場したことで知名度が向上し、関西を代表する温泉地として成長していった。開設当時の駅は温泉街から外れた場所に位置していたが、利用客が増えるに連れて駅前が賑わい始め、やがて温泉街と一体化した街となっていった。
1925年（大正14年）5月23日に発生した北但馬地震では、城崎温泉は壊滅的な打撃を受け、駅舎も倒壊した。翌年5月21日に鉄筋コンクリート造の2代目駅舎が落成した。これは当初はシンプルな外観のものであったが、1949年（昭和24年）5月11日に完成した改築工事により、瓦屋根を載せた和風スタイルとなって現在の姿となった。
山陰本線初の特急として「まつかぜ」が運転開始される際には、豊岡駅との間で特急停車駅を巡って激しい争いが繰広げられたが、1961年（昭和36年）10月1日の運転開始より当駅は特急停車駅となった。
1986年（昭和61年）11月1日には当駅まで福知山線・山陰本線電化工事が完成し、多くの特急を含む電車列車が当駅で折返すようになった。
2000年（平成12年）7月7日に駅舎前に「駅舎温泉さとの湯」が開設し、10月14日には「近畿の駅百選」第1回に選定された。2004年（平成16年）、城崎町が翌2005年（平成17年）4月1日付で豊岡市などと合併することにより、自治体名から「城崎」が消えることになったため、町民などから知名度の高い城崎温泉の名を駅名に残して欲しいという要望が出、旧城崎町が経費（約5000万円）を負担し「城崎温泉駅」へ改称する要請をJR西日本に対して行い、合併を前にした2005年3月1日付で実現した。
2016（平成28）年度には、2017年（平成29年）6月17日運行開始のTWILIGHT EXPRESS 瑞風を始め、当地に宿泊しない観光客にも魅力を伝えられる駅を目指し、駅舎改修が行われた。外観は街並みとの調和を重視したものとし、2016年（平成28年）8月時点で建設から約90年間継承されて来た、アール・デコ調のままとすると共に、内装も街並みとの調和を重視し、床面には「大谿川」・「玄武岩」・「柳」をモチーフとしたデザインが施工された。地元作家による地元風景を題材にした伝統工芸品を展示し、一方で、床面にデザインされた「大谿川」の対岸には情報発信のためのデジタルサイネージを設置、利用者に城崎温泉の魅力を伝えることを目的としている。待合室では「再生の歴史」・ラウンジでは「自然との共生」を紹介する。また、「TWILIGHT EXPRESS 瑞風」の専用入口も設置された。2016年（平成28年）9月9日に着工され、同年11月5日に完成した。

### 年表
- 1909年（明治42年）
  - 9月5日：帝国鉄道庁豊岡駅 - 当駅間延伸時に終着駅の城崎駅（きのさきえき）として開設[2]。旅客・貨物取扱開始[2]。
  - 10月12日：線路名称制定、播但線所属となる。
- 1911年（明治44年）10月25日：播但線当駅 - 香住駅間延伸、途中駅となる。
- 1912年（明治45年）3月1日：線路名称改定。播但線福知山駅 - 和田山駅 - 香住駅間が山陰本線に編入、当駅もその所属となる。
- 1925年（大正14年）5月23日：北但馬地震により駅舎倒壊、城崎の町も壊滅的打撃を受ける[9]。
- 1926年（大正15年）5月21日：2代目駅舎落成[9]。
- 1949年（昭和24年）5月11日：駅舎改築工事完成[9]。
- 1961年（昭和36年）10月1日：京都駅 - 松江駅間の特急「まつかぜ」運転開始により、特急停車駅となる[9]。
- 1970年（昭和45年）10月1日：貨物取扱廃止[2]。
- 1986年（昭和61年）
  - 3月1日：荷物扱い廃止[2]。
  - 11月1日：福知山線・山陰本線電化工事に伴い、当駅まで直流電化[9]。
- 1987年（昭和62年）4月1日：国鉄分割民営化により、西日本旅客鉄道（JR西日本）の駅となる[2]。
- 1996年（平成8年）3月16日：4番のりばを新設、2面3線から3面4線に拡張。
- 2000年（平成12年）
  - 7月7日：駅前に「駅舎温泉さとの湯」がオープン[9]。
  - 10月14日：「近畿の駅百選」に選定[9]。
- 2005年（平成17年）3月1日：城崎温泉駅（きのさきおんせんえき）に改称[1][10]。
- 2009年（平成21年）
  - 9月5日：駅開設100周年。
  - 9月6日：駅開業100周年に合わせ、100歳の1日駅長が就任。
- 2010年（平成22年）3月13日：接近メロディ導入。
- 2016年（平成28年）
  - 9月9日：TWILIGHT EXPRESS 瑞風を始めとした、訪問の観光客を目的とした改修工事が開始される[11]。
  - 11月5日：改修工事完成[12][13][14]。
- 2021年（令和3年）
  - 3月13日：ICカード「ICOCA」の利用が可能となる[15][16]。
  - 10月2日：駅体制見直しに伴い、夕方18:00頃 - 翌朝8:30までは無人駅となる （2022年3月11日まで当駅を発着する列車のドアは、有人扱いとなっていた） [17]。
- 2022年（令和4年）3月12日：ダイヤ改正に伴い18:30 - 翌朝8:30までに当駅を発着する列車は無人駅扱いとなる （ワンマン列車は先頭車両のみドアが開く）。

## 駅構造

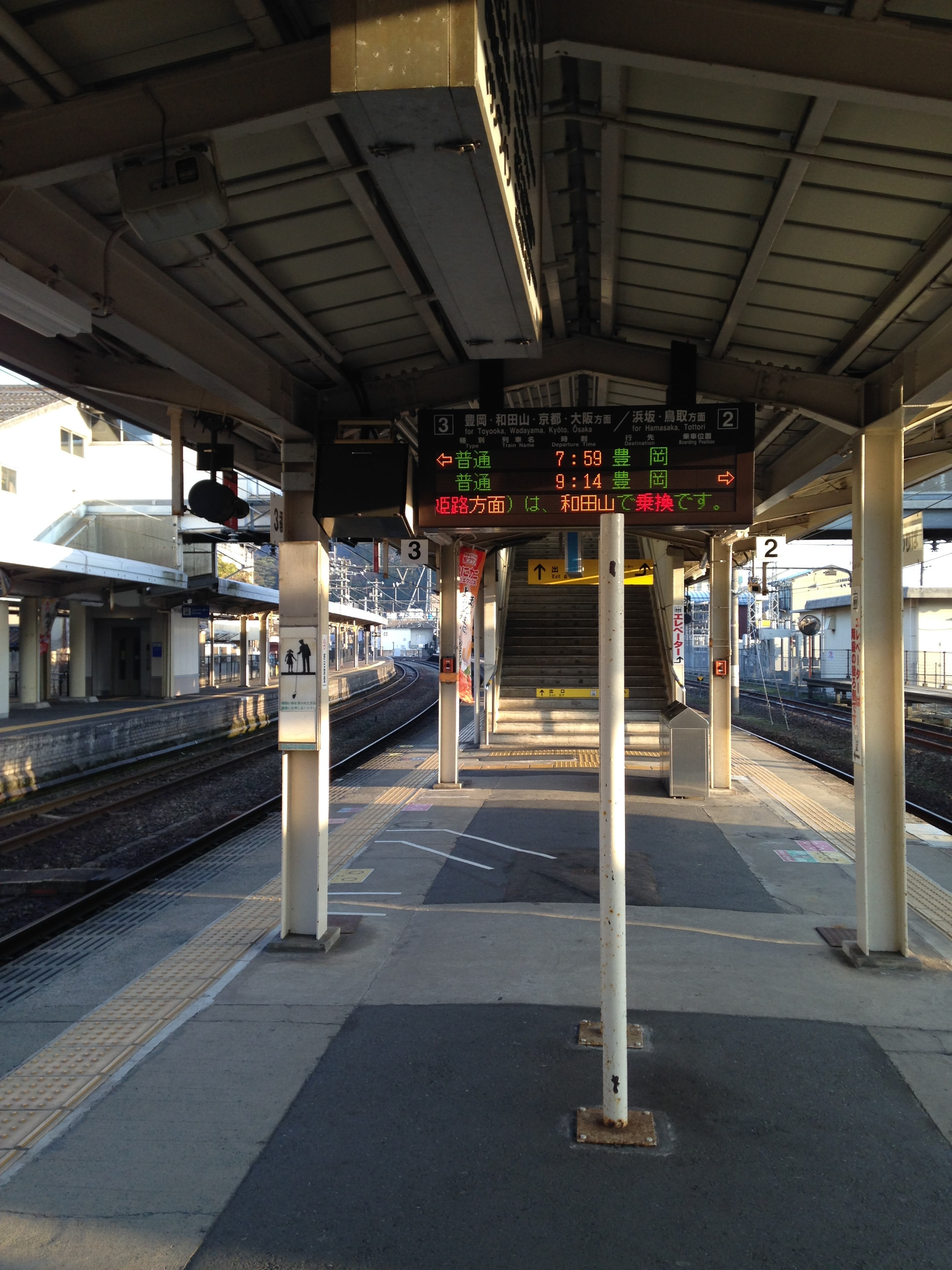
2・3番ホーム（2014年2月）

島式ホーム・相対式ホーム混合3面4線を有する地上駅。駅舎は4番のりば側にある。各ホームへは跨線橋で連絡しており、2・3番のりばと4番のりばにエレベーターが設置されている。
電光掲示板が改札、2・3番のりば（併用）4番のりば、跨線橋内2・3番のりば降り口付近（以前1番のりば降り口付近にあったものを移設）にある。
駅前にあり、日本最大と称する駅舎温泉「さとの湯」（2024年3月31日より長期休業中）は城崎温泉街の外湯の1つとして機能しており、2011年12月22日までは豊岡市城崎総合支所の「温泉課」（現・城崎庁舎城崎温泉課）の庁舎でもあった。無料で利用出来る足湯があり、電車の待ち時間をゆったりと過ごすことが可能。城崎温泉唯一の市立温泉（それ以外の外湯は湯島財産区立（事務局は上記城崎温泉課））である。民間委託されていて、広報などで度々経営者の募集がかかる。
豊岡発の朝5時台の下り一番列車は当駅止まりで、折返して6時台の福知山方面行（次の玄武洞駅は通過）となる。2010年3月12日までは5時台に福知山方面行きの設定があった。
直営駅（豊岡駅の被管理駅）であり、みどりの窓口が設置されている。2021年3月13日から福知山駅方面においてICOCA等の全国相互利用サービスに対応した交通系ICカードが利用可能となっている（鳥取方面の山陰本線では鳥取駅まで利用出来ない（通し乗車も不可））。

### のりば
駅舎反対側を1番のりばとして、以下の通り。
| のりば | 路線     | 方向 | 行先                               | 備考                         |
| ------ | -------- | ---- | ---------------------------------- | ---------------------------- |
| 1      | 山陰本線 | 上り | 豊岡・福知山方面                   | 一部当駅始発                 |
| 2      | 山陰本線 | 下り | 浜坂・鳥取方面                     | 当駅始発の普通・快速         |
| 2      | 山陰本線 | 上り | 豊岡・福知山・京都・大阪・姫路方面 | 主に香住方面からの豊岡行     |
| 3      | 山陰本線 | 上り | 豊岡・福知山・京都・大阪・姫路方面 | 主に特急列車                 |
| 4      | 山陰本線 | 下り | 香住・浜坂・鳥取方面               | 特急「はまかぜ」含む         |
| 4      | 山陰本線 | 上り | 豊岡・福知山・京都・大阪・姫路方面 | 当駅始発のみ、主に普通・快速 |

現在、基本的には上記のように使われているが、臨時列車運転時は乗り場が変更されることがある。4線とも上下線双方へ発車可能であるが、4番のりばのみは豊岡方からしか入線できない。以前は、のりば番号は駅舎側から順に振られており、列車運転指令上の番線番号では逆に駅舎反対側から順に振られていた（4番のりばが「1番線」、1番のりばが「4番線」）。2011年3月17日現在、のりば番号を番線番号に合わせて変更（旧1番のりば【4番線】→新4番のりば、その他同様）することにより解消している。なお、豊岡駅でも、2011年（平成23年）2月13日の新駅舎供用に合わせて、同様に番線とのりばを一致させる措置を取っている。
原則として福知山方面からの特急を3番のりばに入れ、浜坂方面より2番のりばに入る普通列車（快速含む）から対面乗換出来るようにダイヤが考慮されている。普通列車側が折返し便の場合、特急との対面乗換も可能。但し特急「はまかぜ」と当駅始発特急が同時に構内に入る場合、どちらかが2または4番のりばに入る。1番のりばはホーム有効長が短いため、普通・快速列車のみとなる。

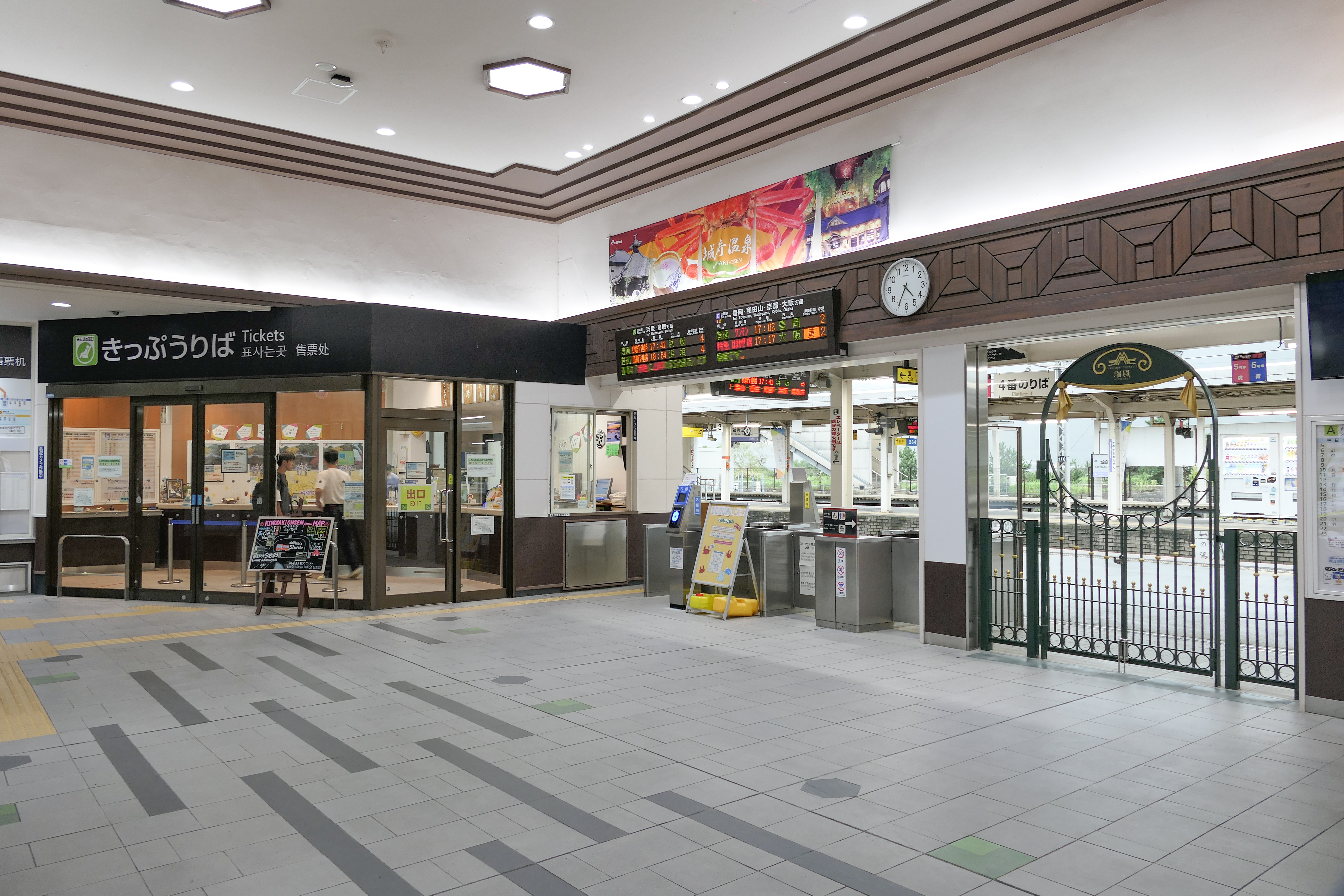
改札口
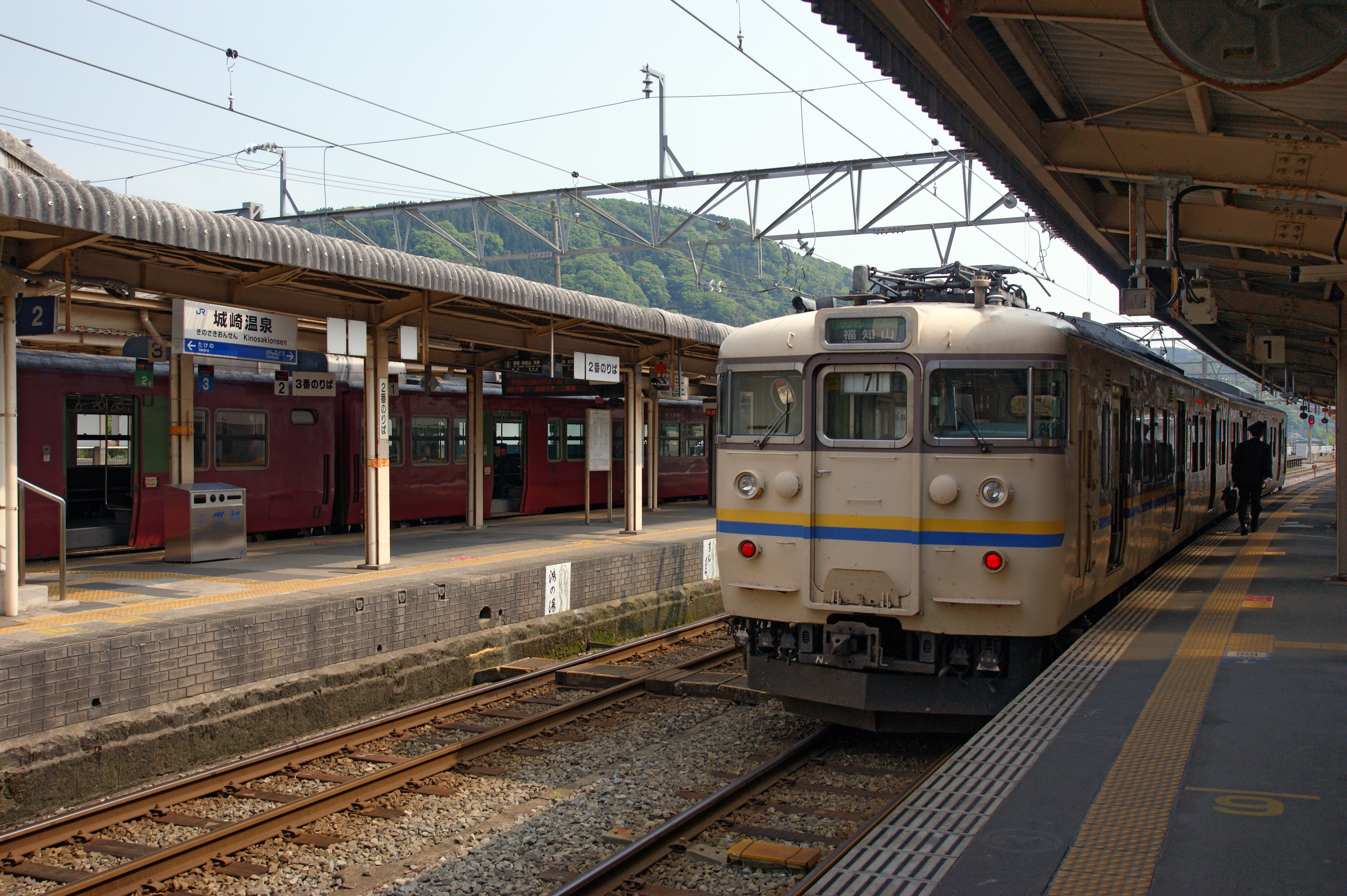
4番のりば（旧1番のりば）
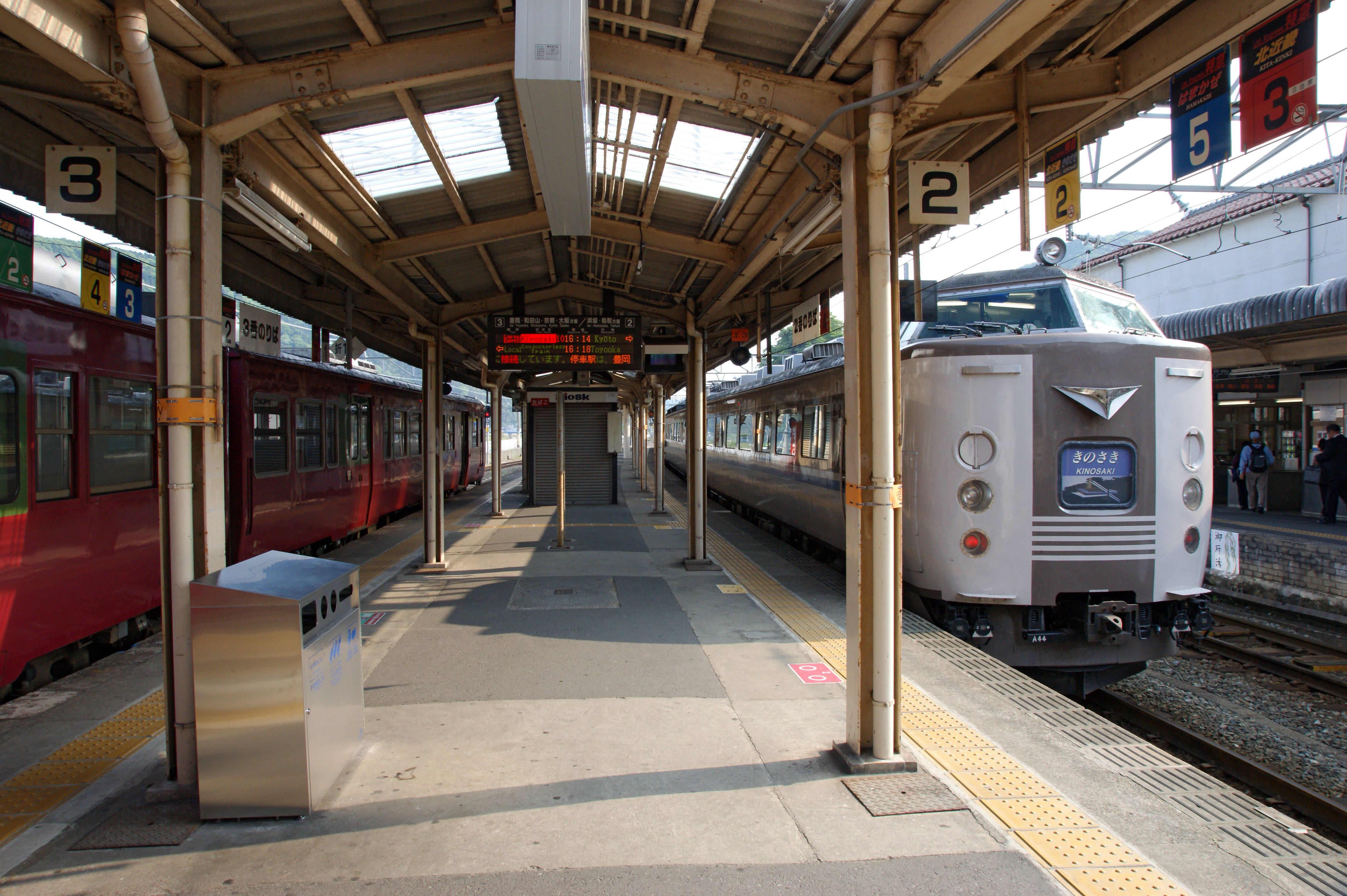
旧2番のりば（特急「きのさき」停車）・旧3番のりば （※のりば番号は現在のものとは異なる）

#### 入線メロディ
- 2010年（平成22年）3月13日より放送設備更新に伴い『ドリフのビバノン音頭』（いい湯だなのメロディ）が入線メロディとして使用されるようになった[20]。放送形態の変更により、到着時に『いい湯だな』のサビ部分がなった後、JR西日本標準の到着ベルが鳴るようになった（先んじて入線メロディーを導入した豊岡駅と同じ形態）。この到着ベルは2011年（平成23年）3月頃まで使用され、現在はJR西日本標準の接近メロディーに変更されている。
- 2010年よりズワイガニ漁の解禁と特急「はまかぜ」新型車両導入に合わせ、入線メロディを冬季限定でPUFFYの『渚にまつわるエトセトラ』に変更し、琴の音色とした[21]。
- 2017年（平成29年）3月22日 - 11月上旬までは「城崎温泉らしさあふれる音を使用したメロディ」にリニューアルされた[22]。

## 駅弁
主な駅弁は下記の通り。
- あっちっちかにめしとすきやき弁当
- 米田茶店 かに寿し[24]

## 利用状況
JR西日本の移動等円滑化取組報告書によると、2023年（令和5年）度の1日平均乗降人員は1,812人である。
「豊岡市統計書」によれば、近年の1日平均乗車人員の推移は以下の通り。
| 年度   | 1日平均 乗車人員 |
| ------ | ---------------- |
| 1998年 | 1,301            |
| 1999年 | 1,303            |
| 2000年 | 1,288            |
| 2001年 | 1,242            |
| 2002年 | 1,155            |
| 2003年 | 1,125            |
| 2004年 | 1,052            |
| 2005年 | 1,052            |
| 2006年 | 1,017            |
| 2007年 | 1,016            |
| 2008年 | 971              |
| 2009年 | 942              |
| 2010年 | 905              |
| 2011年 | 968              |
| 2012年 | 1,001            |
| 2013年 | 1,035            |
| 2014年 | 1,070            |
| 2015年 | 1,080            |
| 2016年 | 1,028            |
| 2017年 | 1,048            |
| 2020年 | 575              |

年間を通して観光利用の大変多い駅であるが、「かにカニ日帰りエクスプレス」が運行される冬場の賑わいが特に目立つ。

## 駅周辺
- 城崎温泉 - 駅前より城崎温泉街を形成。

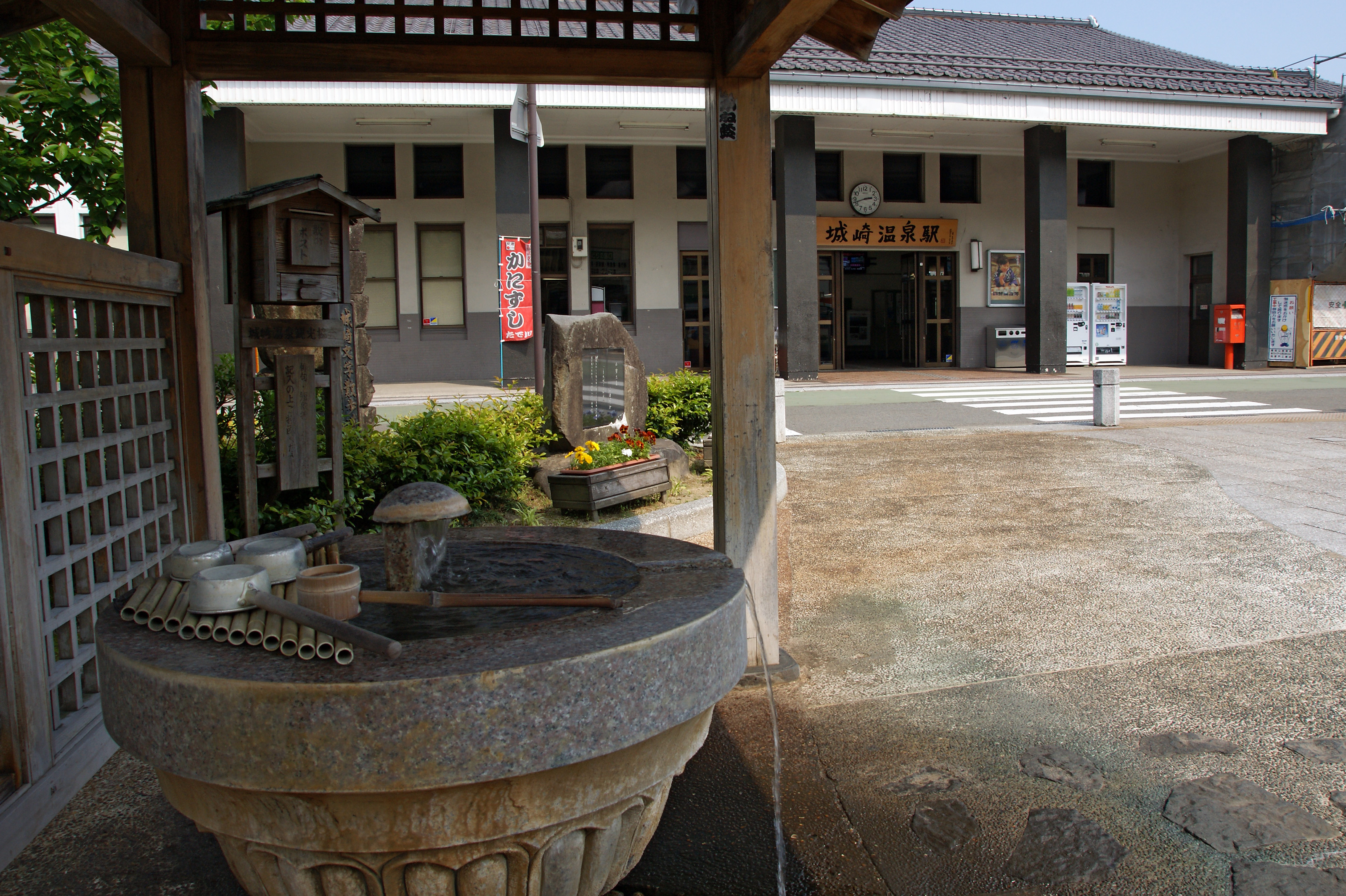
駅前の飲泉場、正面駅舎

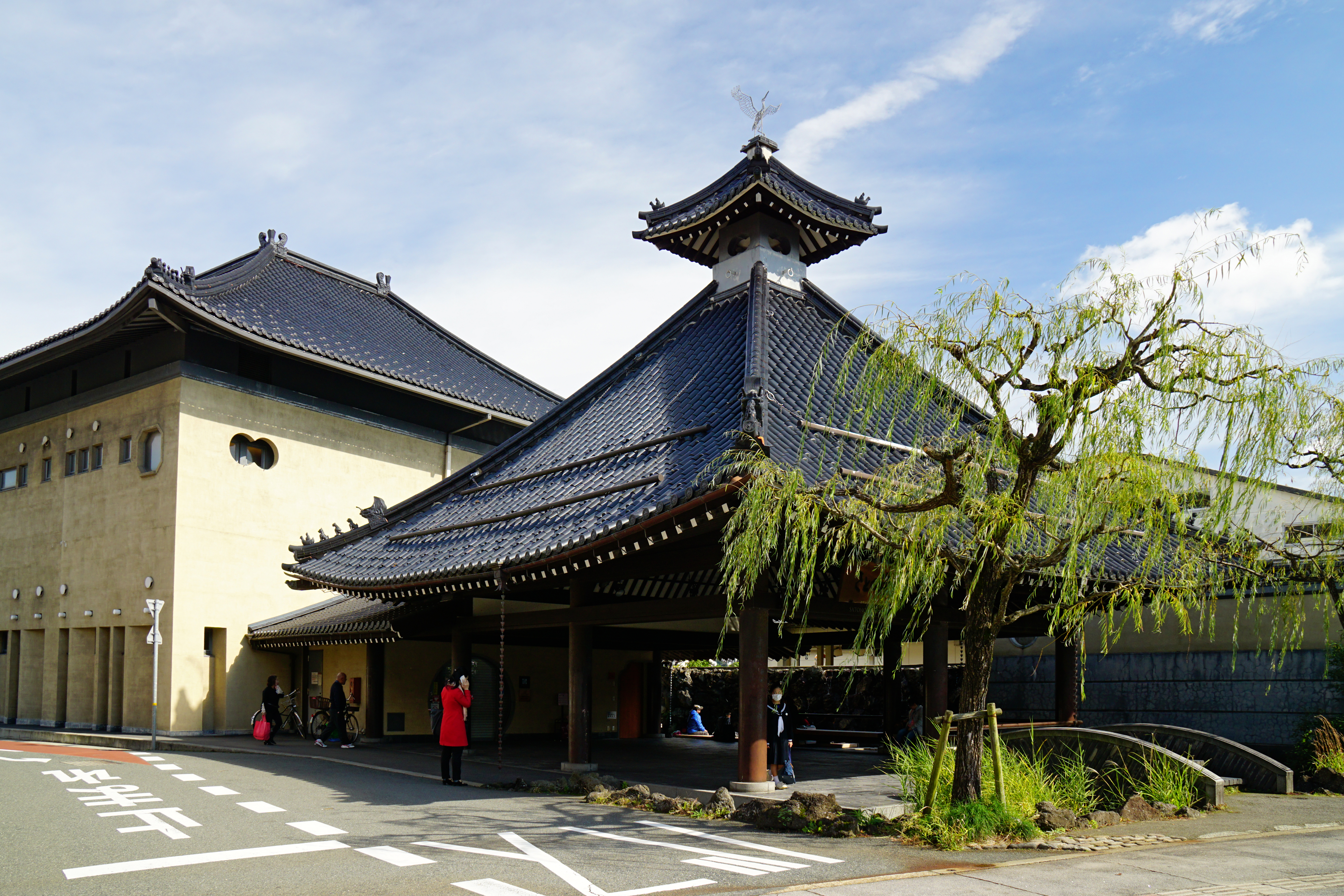
さとの湯（2016年10月）

- 駅舎温泉 「さとの湯」（駅前・当駅下車すぐ）
城崎温泉の温泉を利用した足湯（無料）も、設置されている。
- 豊岡市役所温泉課（駅舎温泉さとの湯と同一建物内に所在）
- 木屋町小路
四所神社前、温泉街の中心に位置する商業施設
- 円山川
- 「城崎マリンワールド」（瀬戸・当駅から全但バス「日和山」行で、「日和山」下車すぐ前、または送迎バス（要予約）利用）
- 「津居山漁港」（当駅から全但バス日和山行で「津居山」下車）

## 接続交通機関

### バス路線
- 全但バス：「城崎温泉駅前」停留所

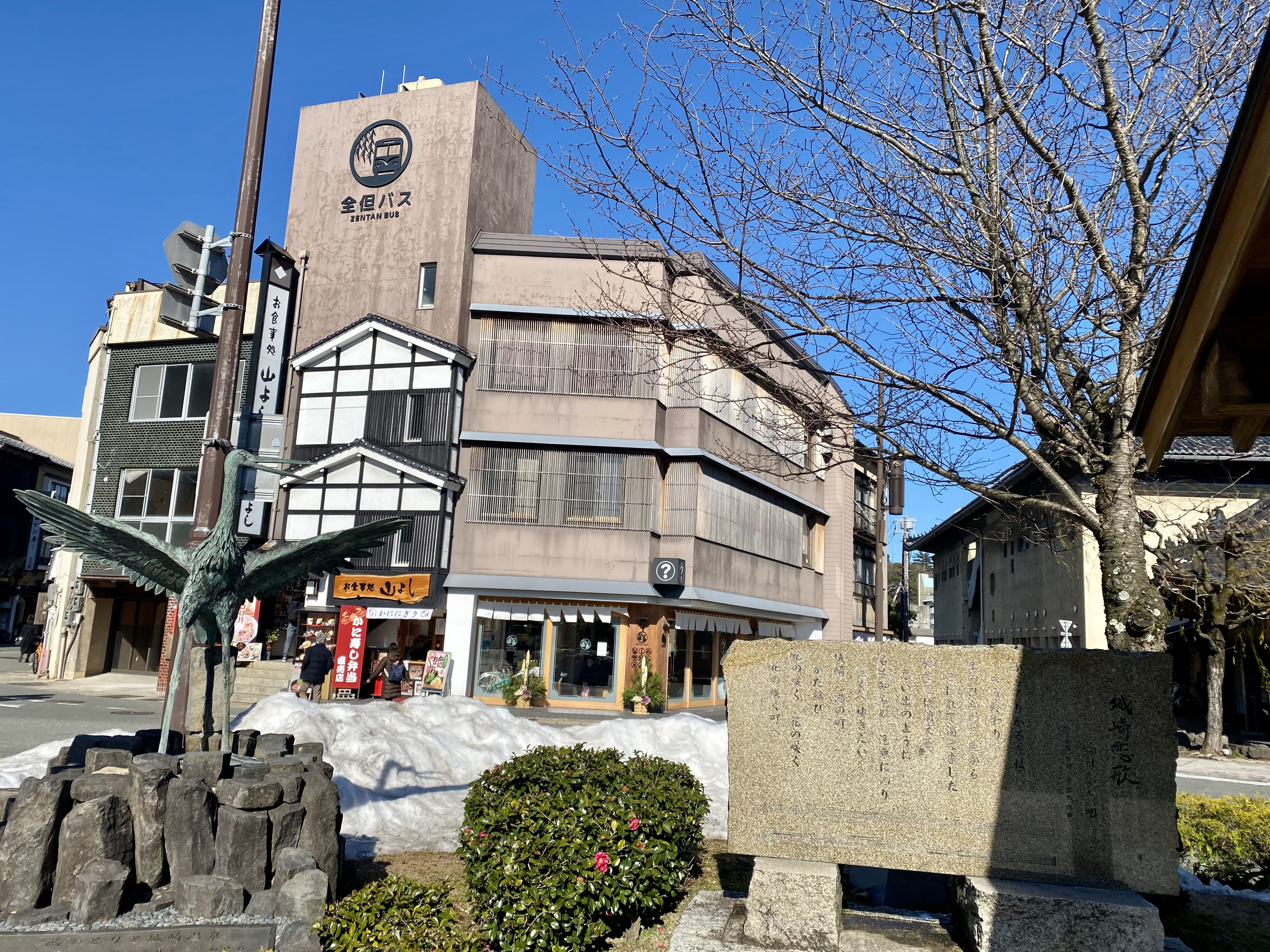
駅前風景（2022年1月）

  - LimonBus 城崎 - 東京線：秋葉原駅・東京ディズニーリゾート
  - 特急バス：千里・新大阪・大阪(梅田) / 阪急三宮・神戸県庁前 / 京都駅
  - 日和山
  - 豊岡駅前・豊岡病院・コウノトリ但馬空港・八鹿駅・但馬農高
  - 夢但馬周遊バス「たじまわる」
  - 玄武洞シャトルバス[27]
- 豊岡市営バス
  - イナカー：三原
- ニュープリンス高速バス
  - WILLER EXPRESS：大崎駅・東京駅
- 城崎温泉旅館組合無料バス（全但バスに運行を委託・送りのみ）
城崎温泉旅館組合加盟の旅館・ホテルへ送迎する無料バスを、城崎温泉旅館組合からの委託で城崎温泉駅前より運行している。

### タクシー
- 日本交通（日交 福知山 城崎営業所）

### 索道
- 城崎ロープウェイ

## 隣の駅
※特急「こうのとり」・「きのさき」・「はまかぜ」・観光列車「あめつち」の隣の停車駅は各列車記事を参照のこと。なお、「こうのとり」・「きのさき」・「あめつち」は当駅発着である。
西日本旅客鉄道（JR西日本）
  山陰本線
玄武洞駅 - 城崎温泉駅 - 竹野駅